# برج فخرو

برج فخرو هو مجمع مكاتب تجارية يقع في المنامة عاصمة مملكة البحرين عبر شارع مركز البحرين سيتي سنتر. يتكون المبنى من 30 طابق ويتألف من بهو مزدوج الارتفاع مع صالة عرض و5 طوابق يتسع لـ415 موقف سيارة و 24 طابق للمساحات المكتبية. بدأ العمل في الإنشاء في 2010 واكتمل في 2013. تم تصميم البرج من قبل شركة المعماري الحديث ومسح الأرض شركة بيكر ويلكينز سميث البريطانية وشيد من قبل شركة مقاولات الكوهجي للكهرباء والإنشاء.
شركة عبدالله يوسف فخرو وأولاده أحد أقدم الشركات العائلية في البحرين هو المستأجر الرئيسي في البرج وتحتل الطابق العلوي حاليا. الشركات الأخرى التابعة لفخرو أيضا تحتل أربعة طوابق اعتبارا من أول يناير 2013.

## الخلفية
شركة عبد الله يوسف فخرو وأولاده هي المالكة للمبنى. اقترب معدل إشغال للبرج من 30٪ بسبب نقل مجموعة شركات فخرو للمبنى. اعتبارا من يناير 2013 فإن برج فخرو يعتبر المقر الرئيسي لشركات عبد الله يوسف فخرو وأولاده ومطاعم فخرو (ماكدونالدز البحرين) وفخرو لخدمات النقل (بدجت لتأجير السيارات البحرين) وفخرو للإلكترونيات، في سانسيتي للمشاريع وخدمات فخرو التجارية.
في 3 مارس 2013 أعلن المالك توقيع عقد الإيجار مع كي بي أم جي فخرو. شغلت كي بي أم جي فخرو طابقين في المبنى وبدأت أعمالها في الربع الثاني من عام 2013. يمثل كي بي أم جي فخرو أول مستأجر رئيسي كطرف ثالث في البرج.

## الموقع والميزات
يقع المبنى بالتوازي مع شارع الشيخ خليفة بن سلمان آل خليفة السريع في قلب المنامة عاصمة البحرين. يتواجد بالقرب منه هيئة تنظيم سوق العمل وغرفة البحرين للتجارة والصناعة ومركز البحرين الدولي للمعارض ومركز البحرين التجاري.
اعتبارا من تاريخ انجاز البرج فقد تم عرض المساحات المكتبية للتأجير على الشركات التجارية. تبلغ مساحة الطابع الواحد 825 متر مربع ويمكن تقسيمه إلى 4 مكاتب اعتبارا من 130 متر مربع. توجد دورات مياه وممرات مشتركة في صلب البناء وهي متاحة في جميع الطوابق. تشمل التشطيبات الداخلية على أرضيات من الجرانيت الأسود من الهند وحجر جيري من البرتغال لدورات المياه.
بعض وسائل الراحة تعتبر منطقة مشتركة وتضم قاعات متعددة الأغراض وصالة رياضية مجهزة تجهيزا كاملا وكافيتريا وشرفة ذات مناظر طبيعية وغرف للصلاة منفصلة للرجال والنساء. يتم توفير وسائل الراحة من قبل المالك كخدمة عامة لجميع المستأجرين المبنى.

## الإدارة
في أبريل 2012 عين مالك المبنى سي بي آر إي جروب لتأجير وإدارة برج فخرو. تم تعيين سي بي آر إي جروب قبل إكمال العملية وشارك في الاختبار تفويض الآلات والمعدات ووضع الإجراءات التشغيلية وإدارة المتعاقدين والصيانة وصياغة عقود الإيجار.

## معرض صور

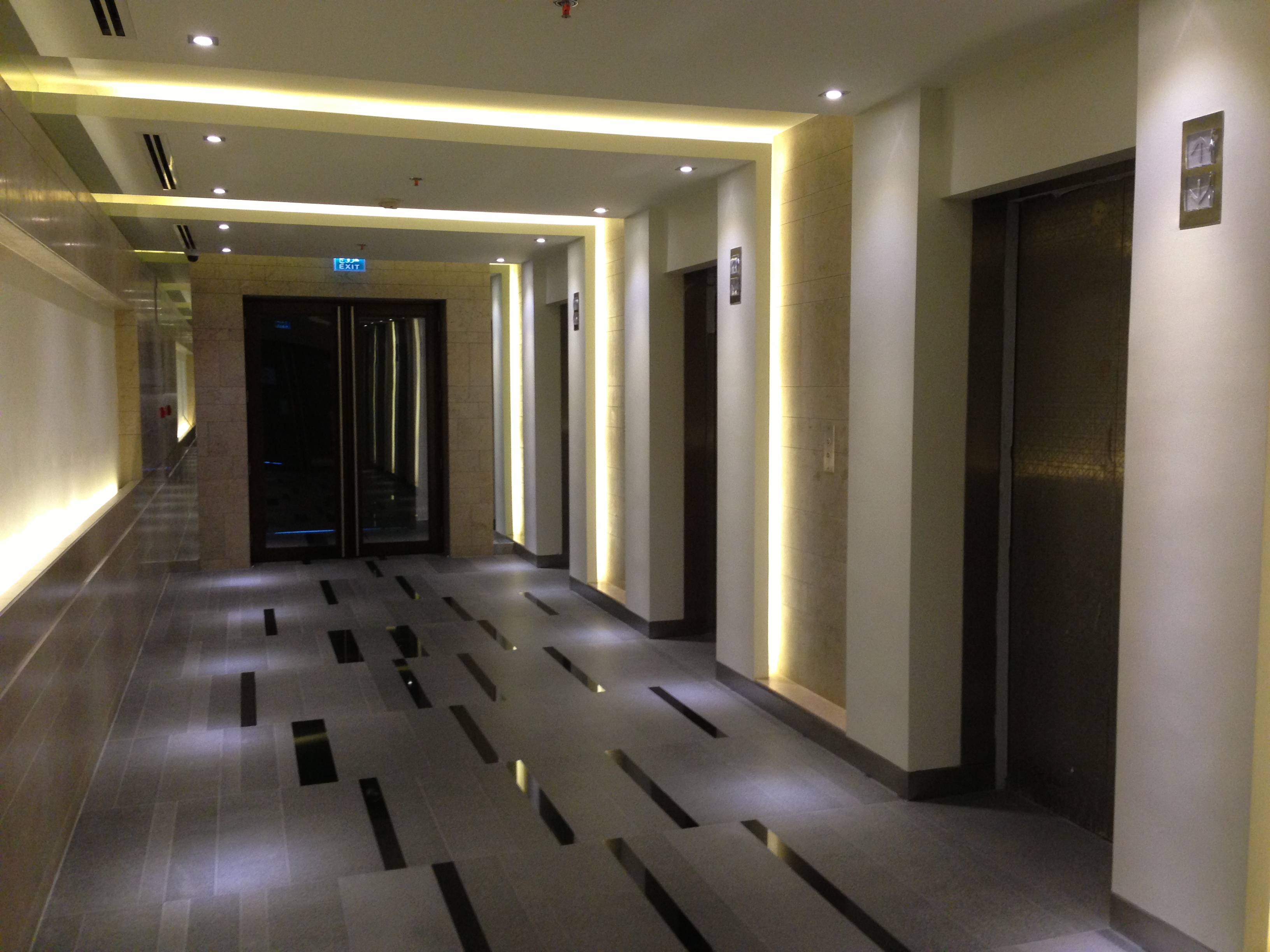
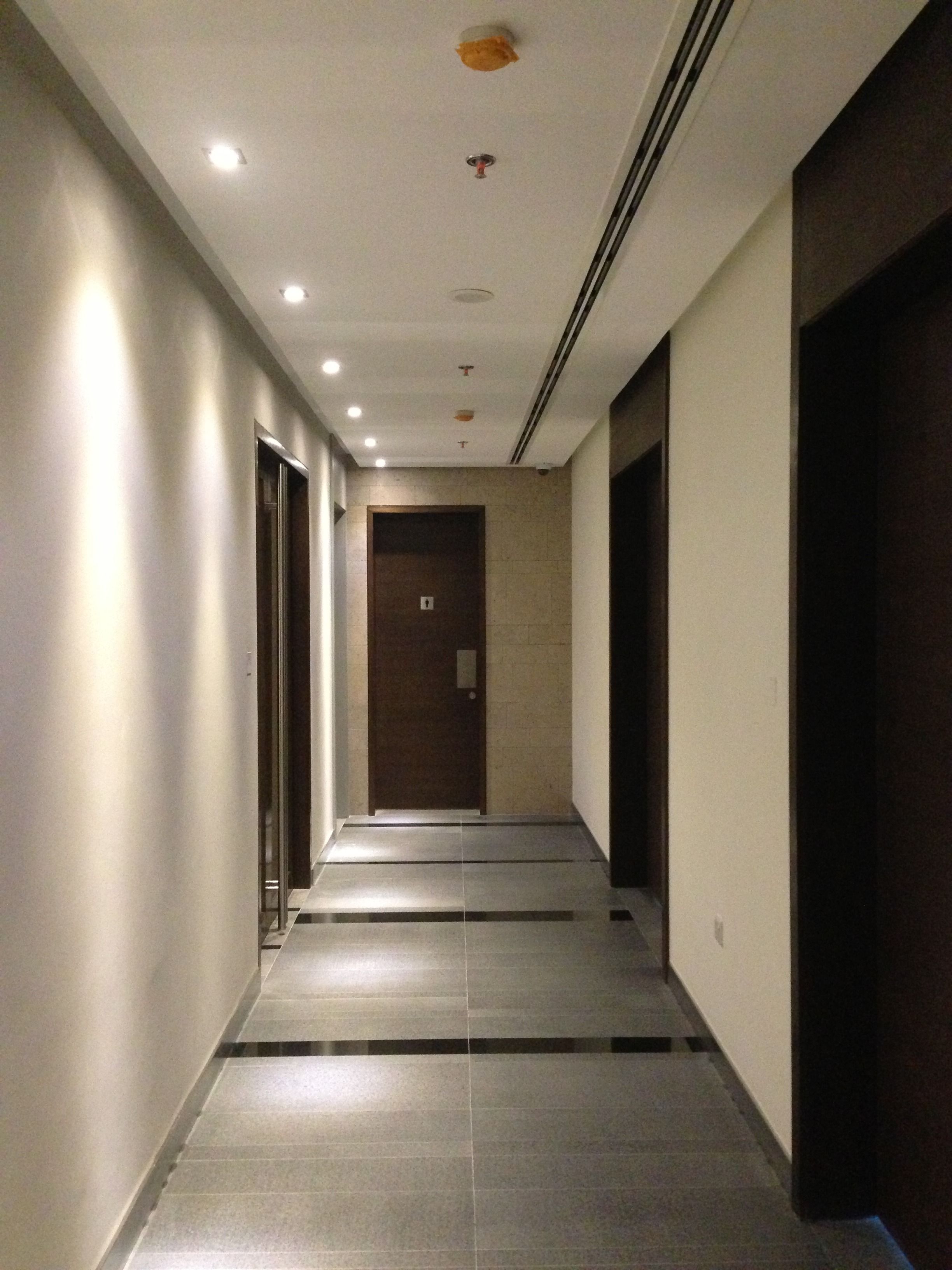
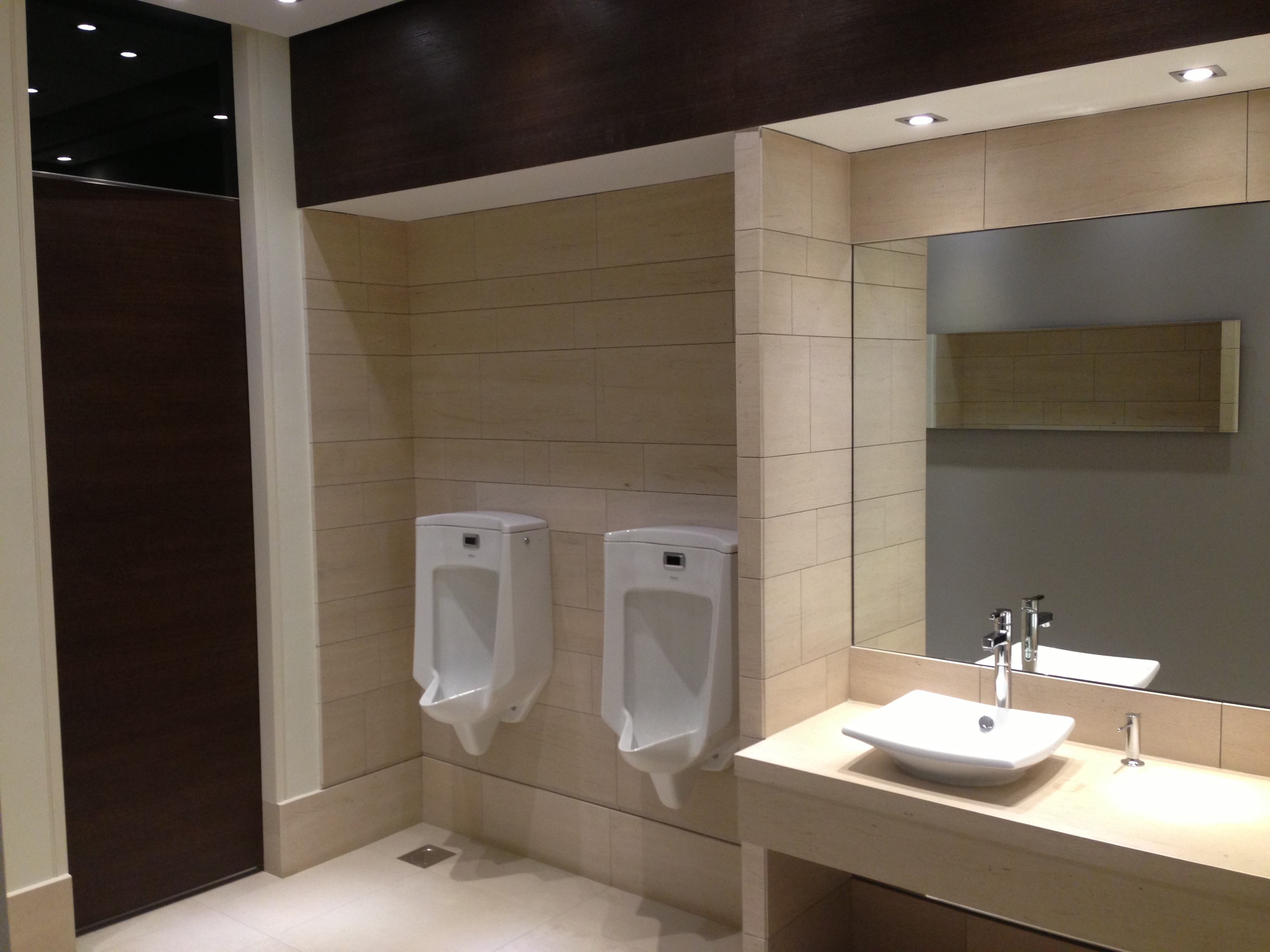